# IC 1397
IC 1397 ist eine Galaxie vom Hubble-Typ S im Sternbild Aquarius auf der Ekliptik. Sie ist schätzungsweise 336 Millionen Lichtjahre von der Milchstraße entfernt.
Das Objekt wurde am 15. September 1892 von Stéphane Javelle entdeckt.